# James Woods

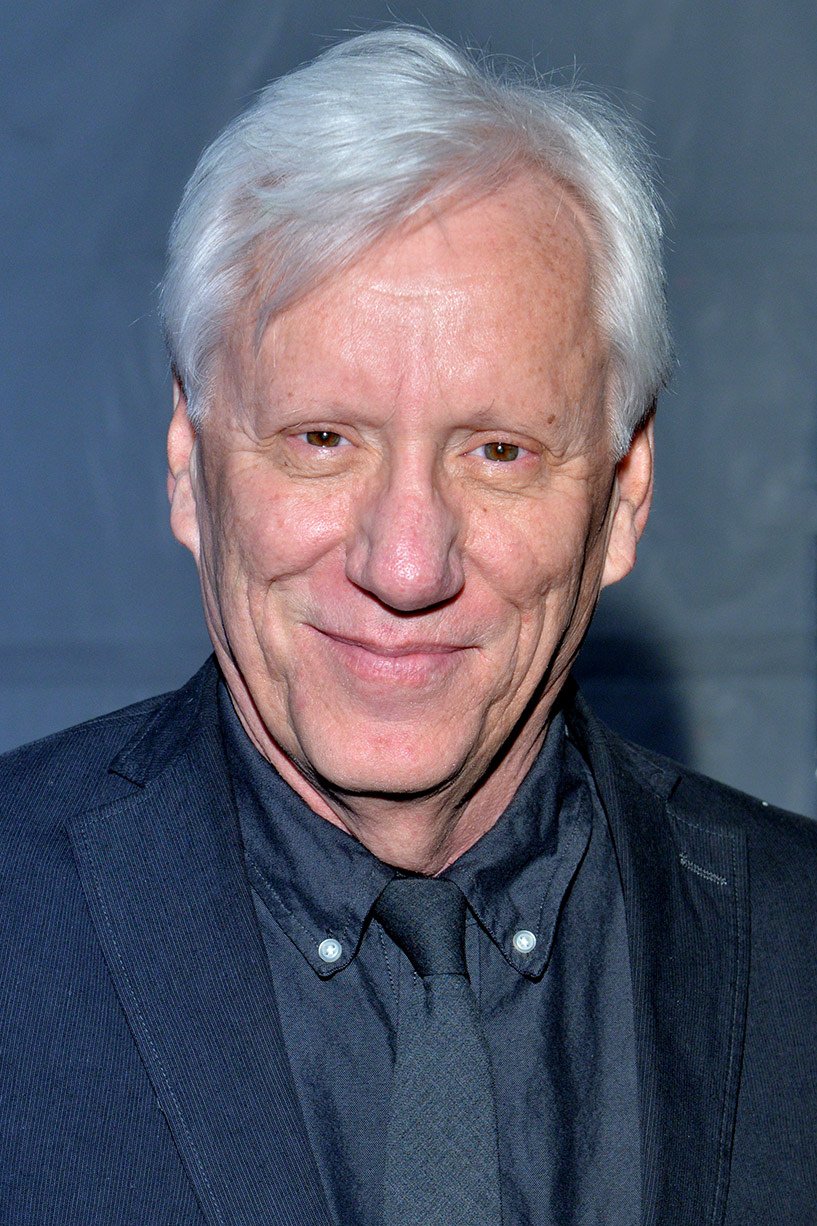
James Woods (2015)

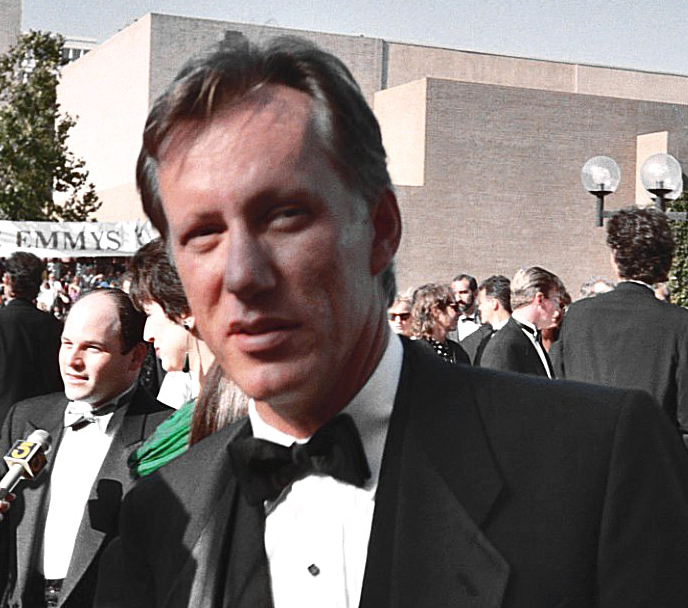
James Woods (1992)

James Howard Woods (* 18. April 1947 in Vernal, Utah) ist ein US-amerikanischer Schauspieler und Synchronsprecher, dessen Schaffen mehr als 140 Film- und Fernsehproduktionen umfasst. Er wurde vor allem durch die Verkörperung strenger und intensiver Charaktere in Filmen wie Es war einmal in Amerika, Videodrome und Casino oder Fernsehserien wie Shark bekannt, sowohl in Hauptrollen als auch in profilierten Nebenrollen.

## Leben

### Frühes Leben und Ausbildung
Woods wuchs in Warwick, Rhode Island, auf, wo er die Pilgram High School besuchte. Danach studierte er am Massachusetts Institute of Technology (MIT), verließ dieses jedoch 1969 kurz vor seinem Abschluss, um eine Schauspielkarriere zu verfolgen. Er ist der ältere Bruder des verstorbenen Schauspielers Michael Jeffrey Woods.

### Karriere
Woods stand seit Anfang der 1970er-Jahre für Film- und Fernsehproduktionen vor der Kamera, musste sich allerdings einige Jahre mit zumeist weniger profilierten Nebenrollen begnügen. Größere Aufmerksamkeit erzielte er erstmals im Jahr 1978 in der Fernseh-Miniserie Holocaust – Die Geschichte der Familie Weiss als Ehemann von Meryl Streeps Figur. Seine erste bedeutende Kinorolle war ein kaltblütiger Polizistenmörder im Thriller Mord im Zwiebelfeld von 1979, für diese Darstellung wurde er allgemein sehr gelobt und erhielt eine Nominierung für den Golden Globe Award.
Woods machte anschließend vor allem durch die Darstellung prägnanter Charaktere von sich reden und war zweimal für den Oscar nominiert: 1987 als bester Hauptdarsteller in Salvador und 1997 als bester Nebendarsteller in Das Attentat. Spielte er anfangs noch häufig Psychopathen und Schurken, verkörperte in späteren Jahren auch viele positive Figuren. Zu seinen bekanntesten Rollen zählt der Max Bercowicz in Sergio Leones Gangsterepos Es war einmal in Amerika aus dem Jahr 1984, er spielte in diesem Film die zweite Hauptrolle und den Jugendfreund von Robert De Niros Figur. Erneut an De Niros Seite im kriminellen Milieu war er 1995 in Martin Scorseses Casino als Zuhälter Lester zu sehen. Bekannt machten ihn auch Hauptrollen in David Cronenbergs Thriller Videodrome (1983), in Oliver Stones Salvador (1986) und im Horrorfilm John Carpenters Vampire (1998). Im deutschen Fernsehen war er auch in seiner Rolle als Staatsanwalt Sebastian Stark in der zwischen 2006 und 2008 produzierten Fernsehserie Shark zu sehen.
Seine Stimme lieh Woods Filmen wie Final Fantasy: Die Mächte in dir und unter anderem dem Spiel Grand Theft Auto: San Andreas. Lob erhielt er von Kritikern auch für die Synchronisierung des Hades in dem Disney-Film Hercules. James Woods hat in der fünften Staffel der Zeichentrickserie Die Simpsons einen Gastauftritt als er selbst (Episode Apu, der Inder, OT Homer and Apu). Zusätzlich verkörperte er sich selbst in fünf Folgen der Serie Family Guy. Außerdem war bis zur 17. Staffel im Jahr 2018 eine Highschool in der Serie nach Woods benannt, nun trägt diese den Namen von Adam West.
Laut Woods Angaben trennte sich sein Agent im Sommer 2017 aus politischen Gründen von ihm. Wenige Monate später erklärte er Fox News, dass er sich aus dem Filmgeschäft zurückziehe, da er wegen seiner rechten politischen Ansichten nur noch selten Rollen erhalte, und machte einen Vergleich mit der Schwarzen Liste der McCarthy-Ära. 2023 fungierte er als einer der Executive Producer bei Christopher Nolans Film Oppenheimer. Am 15. Oktober 1998 erhielt Woods einen Stern auf dem Hollywood Walk of Fame in Los Angeles.

### Privates
James Woods war von 1980 bis 1983 mit der Kostümbildnerin Kathryn Morrison und von 1989 bis 1990 mit der Schauspielerin Sarah Owen verheiratet. Beide Ehen wurden geschieden.

### Politische Ansichten
Nach eigenen Angaben war Woods lange Anhänger der Demokratischen Partei, ist aber heute Republikaner und zählte zu den lautstärksten Unterstützern von Donald Trump in Hollywood. Dieser liebe „Amerika mehr als jeder andere Präsident in meiner Lebenszeit“ und sei die „letzte Schutzwand zwischen uns und der Jauchegrube Washington“, so Woods im Jahr 2020. Woods zähle zu den Prominenten in Hollywood, die den Linken den Krieg erklärt hätten, schrieb The Guardian.
Woods ist Klimawandelleugner. Auch nachdem er Anfang 2025 sein Haus durch die katastrophalen Waldbrände im Großraum Los Angeles verloren glaubte, was sich letztendlich als unzutreffend erwies, blieb er bei seiner Meinung, bestritt eine Mitwirkung des menschengemachten Klimawandels an den Bränden und erklärte auf der Plattform X: "Der 'Klimakrise'-Schwindel bläht sich in der Fantasie der linken Spinner immer weiter auf und bietet eine fade Entschuldigung für ihr schändliches Versagen. Und die Welt brennt und zerbricht weiter wegen ihrer erbärmlichen Unfähigkeit."

## Auszeichnungen
- 1971: Clarence Derwent Award für Saved

In seiner Filmkarriere erhielt er einen Golden Globe Award (für seine Darstellung eines geistig Behinderten in dem Fernsehfilm Trage deines Bruders Bürde), drei Emmy Awards, den Independent Spirit Award sowie zwei Oscar-Nominierungen.

## Deutsche Synchronstimme
James Woods hat keinen festen Synchronsprecher, aber regelmäßig wurden vor allem Frank Glaubrecht und Manfred Lehmann besetzt.

## Filmografie
- 1971: All the Way Home (Fernsehfilm)
- 1972: Die Besucher (The Visitors')
- 1972: Magnum Heat (Hickey & Boggs)
- 1972: Footsteps (Fernsehfilm)
- 1972: A Great American Tragedy (Fernsehfilm)
- 1973: So wie wir waren (The Way We Were)
- 1974: Kojak – Einsatz in Manhattan (Kojak, Fernsehserie, Folge 1x13 Death Is Not a Passing Grade)
- 1974: Detektiv Rockford – Anruf genügt (The Rockford Files, Fernsehserie, Folge 1x01 The Kirkoff Case)
- 1974: Spieler ohne Skrupel (The Gambler)
- 1975: Die heiße Spur (Night Moves)
- 1975: Welcome Back, Kotter (Fernsehserie, Folge 1x01 The Great Debate)
- 1975: Die Straßen von San Francisco (The Streets of San Francisco, Fernsehserie, Folge 4x08 Trail of Terror)
- 1975: The Rookies (Fernsehserie, Folge 4x09 A Time to Mourn)
- 1975: Foster and Laurie (Fernsehfilm)
- 1975: Tödlicher Abstand (Distance)
- 1976: The Billion Dollar Bubble
- 1976: Bert D’Angelo/Superstar (Fernsehserie, Folge 1x02 Cops Who Sleep Together)
- 1976: F. Scott Fitzgerald in Hollywood (Fernsehfilm)
- 1976: Liebe und andere Verbrechen (Alex & the Gypsy)
- 1976: Barnaby Jones (Fernsehserie, Folge 5x03 Sins of Thy Father)
- 1976: The Disappearance of Aimee (Fernsehfilm)
- 1976: Police Story (Fernsehserie, Folge 4x07 Thanksgiving)
- 1977: Eine amerikanische Familie (Family, Fernsehserie, Folge 2x11 An Eye to the Future)
- 1977: …die keine Gnade kennen (Raid on Entebbe)
- 1977: Die Chorknaben (The Choirboys)
- 1978: Holocaust – Die Geschichte der Familie Weiss (Holocaust, Fernsehserie)
- 1978: The Gift of Love (Fernsehfilm)
- 1979: The Incredible Journey of Doctor Meg Laurel (Fernsehfilm)
- 1979: And Your Name Is Jonah (Fernsehfilm)
- 1979: Mord im Zwiebelfeld (The Onion Field)
- 1979–1980: Mavericks großes Spiel (Young Maverick, Fernsehserie, zwei Folgen)
- 1980: Nieten unter sich (The Black Marble)
- 1981: Der Augenzeuge (Eyewitness)
- 1982: Das Idol (Split Image)
- 1982: Mord in Zelle 3 (Fast-Walking)
- 1983: Videodrome
- 1984: Es war einmal in Amerika (Once Upon a Time in America)
- 1984: Gegen jede Chance (Against All Odds)
- 1985: Katzenauge (Cat’s Eye)
- 1985: Eine Liebe in Montreal (Joshua Then and Now)
- 1985: Das As im Ärmel (Badge of the Assassin) (Fernsehfilm)
- 1986: Salvador
- 1986: Trage deines Bruders Bürde (Promise, Fernsehfilm)
- 1987: P.O.W. – Prisoner of War (In Love and War, Fernsehfilm)
- 1987: Bestseller
- 1988: Der Cop (Cop, Produzent)
- 1988: Der Preis des Erfolges (The Boost)
- 1989: Das dreckige Spiel (True Believer)
- 1989: My Name Is Bill W. (Fernsehfilm)
- 1989: Second Hand Familie (Immediate Family)
- 1989: Saturday Night Live (Fernsehserie)
- 1990: Verführerische Geschichten (Women and Men: Stories of Seduction, Fernsehfilm)
- 1990: Auf die harte Tour (The Hard Way)
- 1991: Wahre Freunde (The Boys, Fernsehfilm)
- 1992: Sag’s offen, Shirlee (Straight Talk)
- 1992: Ihr größter Coup (Diggstown)
- 1992: Citizen Cohn – Handlanger des Todes (Citizen Cohn, Fernsehfilm)
- 1992: Chaplin
- 1993: Perfect Crimes (Fallen Angels, Fernsehserie, Folge 1x06 Since I Don’t Have You)
- 1994: Das Haus des anderen (Jane’s House, Fernsehfilm)
- 1994: Getaway
- 1994: Next Door – Zur Hölle mit den Nachbarn (Next Door, Fernsehfilm)
- 1994: Curse of the Starving Class
- 1994: The Specialist
- 1995: Mein Partner mit der heißen Braut (For Better or Worse)
- 1995: Unter Anklage – Der Fall McMartin (Indictment: The McMartin Trial, Fernsehfilm)
- 1995: Casino
- 1995: Nixon
- 1996: Killer – Tagebuch eines Serienmörders (Killer: A Journal of Murder)
- 1996: The Summer of Ben Tyler (Fernsehfilm)
- 1996: Das Attentat (Ghosts of Mississippi)
- 1997: Ein neuer Tag im Paradies (Another Day in Paradise)
- 1997: Durchgeknallt in Manhattan (Kicked in the Head)
- 1997: Contact
- 1998: John Carpenters Vampire (Vampires)
- 1998: Ein neuer Tag im Paradies (Another Day in Paradise, Produzent)
- 1999: Ein wahres Verbrechen (True Crime)
- 1999: The Virgin Suicides
- 1999: Wehrlos – Die Tochter des Generals (The General’s Daughter)
- 1999: An jedem verdammten Sonntag (Any Given Sunday)
- 2000: Dirty Pictures (Fernsehfilm)
- 2001: Scary Movie 2
- 2001: Unterwegs mit Jungs (Riding in Cars with Boys)
- 2001: Race to Space – Mission ins Unbekannte (Race to Space)
- 2002: John Q – Verzweifelte Wut (John Q)
- 2002: Falling in Love in Pongo Ponga (Regie)
- 2003: Northfork
- 2003: Rudy: The Rudy Giuliani Story (Fernsehfilm)
- 2003: This Girl’s Life – Mein Leben als Pornostar (This Girl’s Life)
- 2005: High School Confidential (Pretty Persuasion)
- 2005: Be Cool – Jeder ist auf der Suche nach dem nächsten großen Hit (Be Cool)
- 2005–2016: Family Guy (Fernsehserie, Stimme)
- 2006: Emergency Room – Die Notaufnahme (ER, Fernsehserie, Folge 12x13 Body & Soul)
- 2006: End Game
- 2006: Entourage (Fernsehserie, Folge 3x01 Aquamom)
- 2006–2008: Shark (Fernsehserie, 38 Folgen)
- 2008: Big Fat Important Movie (An American Carol)
- 2011: Straw Dogs – Wer Gewalt sät (Straw Dogs)
- 2011: Too Big to Fail – Die große Krise (Too Big to Fail)
- 2012: Koma (Coma, Miniserie)
- 2013: Officer Down – Dirty Copland (Officer Down)
- 2013: Jobs
- 2013: White House Down
- 2013: Ray Donovan (Fernsehserie. 5 Folgen)
- 2013:	Die Kämpferin (Mary and Martha)
- 2014:	Jamesy Boy
- 2016–2017: Justice League Action (Fernsehserie, 7 Folgen, Stimme)
- 2017: Dice (Fernsehserie, 2 Folgen)
- 2023: Oppenheimer (ausführender Produzent)